# Kirk Nieuwenhuis
Kirk Robert Nieuwenhuis (ur. 7 sierpnia 1987) – amerykański baseballista, który występował na pozycji zapolowego.
Nieuwenhuis studiował na Azusa Pacific University, gdzie w latach 2006–2008 grał w drużynie uniwersyteckiej Azusa Pacific Cougars. W 2008 został wybrany w trzeciej rundzie draftu przez New York Mets i początkowo występował w klubach farmerskich tego zespołu, między innymi w Buffalo Bisons, reprezentującym poziom Triple-A. W Major League Baseball zadebiutował 7 kwietnia 2012 w meczu przeciwko Atlanta Braves, w którym zaliczył dwa uderzenia.
27 maja 2015 przeszedł do Los Angeles Angels of Anaheim, zaś dwa tygodnie później powrócił do New York Mets. 12 lipca 2015 w meczu przeciwko Arizona Diamondbacks został 10. zawodnikiem w historii klubu, który zdobył trzy home runy w jednym spotkaniu i pierwszym, który dokonał tego przed własną publicznością.
23 grudnia 2015 został zawodnikiem Milwaukee Brewers.